# Gorgīvand
Gorgīvand (persiska: گرگی وند) är en ort i Iran.   Den ligger i provinsen Kermanshah, i den nordvästra delen av landet, 400 km väster om huvudstaden Teheran. Gorgīvand ligger 1 291 meter över havet och antalet invånare är 338.
Terrängen runt Gorgīvand är varierad.Runt Gorgīvand är det ganska tätbefolkat, med 185 invånare per kvadratkilometer. Närmaste större samhälle är Harsīn, 18,7 km söder om Gorgīvand. Trakten runt Gorgīvand består till största delen av jordbruksmark.